# Lechsend

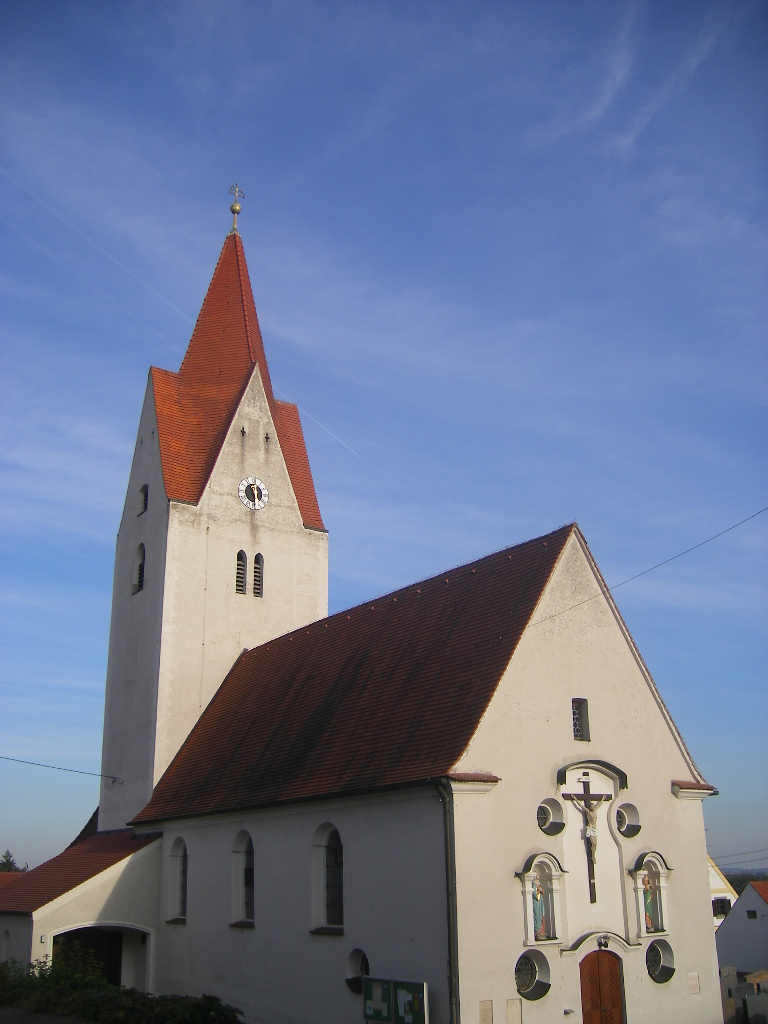
Pfarrkirche St. Vitus

Lechsend ist ein Gemeindeteil der Gemeinde Marxheim im Landkreis Donau-Ries (Regierungsbezirk Schwaben, Bayern). Lechsend liegt in der Gemarkung Graisbach.

## Geschichte
Lechsend hat seinen Namen von der Lechmündung in die Donau seit etwa 1864. Vorherige Namen waren „Lechesmundi, Lechesgemunde, u. ä.“ Die Mündung ist etwa 1,9 km entfernt und entstand durch Änderungen der Flussverläufe von Donau und Lech in der Vergangenheit.
Lechsend wie auch Graisbach und diese zählen zu den Grenzorten des alemannischen Dialektraums zum Bairischen hin. Der Hauptort Marxheim zählt bereits zum bairischen Dialektgebiet.
Lechsend war bis zum 30. Juni 1972 ein Gemeindeteil der Gemeinde Graisbach im Landkreis Donauwörth. Diese wurde am 1. Juli 1972 in die Gemeinde Marxheim eingegliedert. Lechsend und Graisbach sind, soweit die Urkunden zurückreichen, unzertrennlich verbunden.
Die katholische Pfarrei Sankt Vitus in Lechsend gehört zur Pfarreiengemeinschaft Marxheim im Dekanat Donauwörth im Bistum Augsburg. Zur Pfarrei gehören auch noch Graisbach und die Erlhöfe.
In Lechsend befindet sich der Burgstall Lechsend, der Burghügel der abgegangenen Burg Lechsgemünd.